# Белезма (национальный парк)
Белезма — один из самых важных национальных парков Алжира. Находится в алжирской провинции Батна на севере страны. Создан в 1984 году и покрывает площадь в 262,5 км². Климат меняется от влажного холодного до сухого полу-пустынного, в нём находится 447 видов флоры (14 % от всех видов страны) и 309 видов фауны, из которых 59 — вымирающие.